# リバーパーク真見
リバーパーク真見（リバーパークまみ）は、三重県津市白山町真見にある、滞在型市民農園。「津市リバーパーク真見の設置及び管理に関する条例」（平成18年1月1日津市条例第183号）に基づいて津市が設置し、指定管理者によって運営がなされている。
雲出川上流部に位置し、下流には瀬戸が渕がある。白山町真見は農業が盛んな地域ではあるが、後継者不足などの課題があり、2001年（平成13年）に真見地区の農家全戸と当時の白山町が共同で設立した。同じ公共の施設として、近辺に「わかすぎの里」などがあったが、プールの開放が終了された。

## 概要
中心施設は約200m2の農地とコテージからなる「クラインガルテン」と呼ばれる滞在型農園であり、年間契約のものと6月から9月の短期契約の滞在型農園を用意している。ほかにコテージが含まれない貸し農園、バーベキュー施設、グラウンド・ゴルフ場がある。夏休み期間中は、流しそうめんを楽しむことができる。
- 営業時間：8時 - 17時（JST、6月から8月は18時まで）
- 定休日：毎週月曜日・木曜日（夏休み期間中は無休）

## 交通
- JR名松線家城駅より徒歩約20分（約1.7km）
- 伊勢自動車道
  - 一志嬉野ICより三重県道580号白山小津線経由、自動車で約53分（約16.4km）。
  - 久居ICより国道165号・三重県道15号久居美杉線経由、自動車で約48分（約18km）。